# Sphyraena viridensis

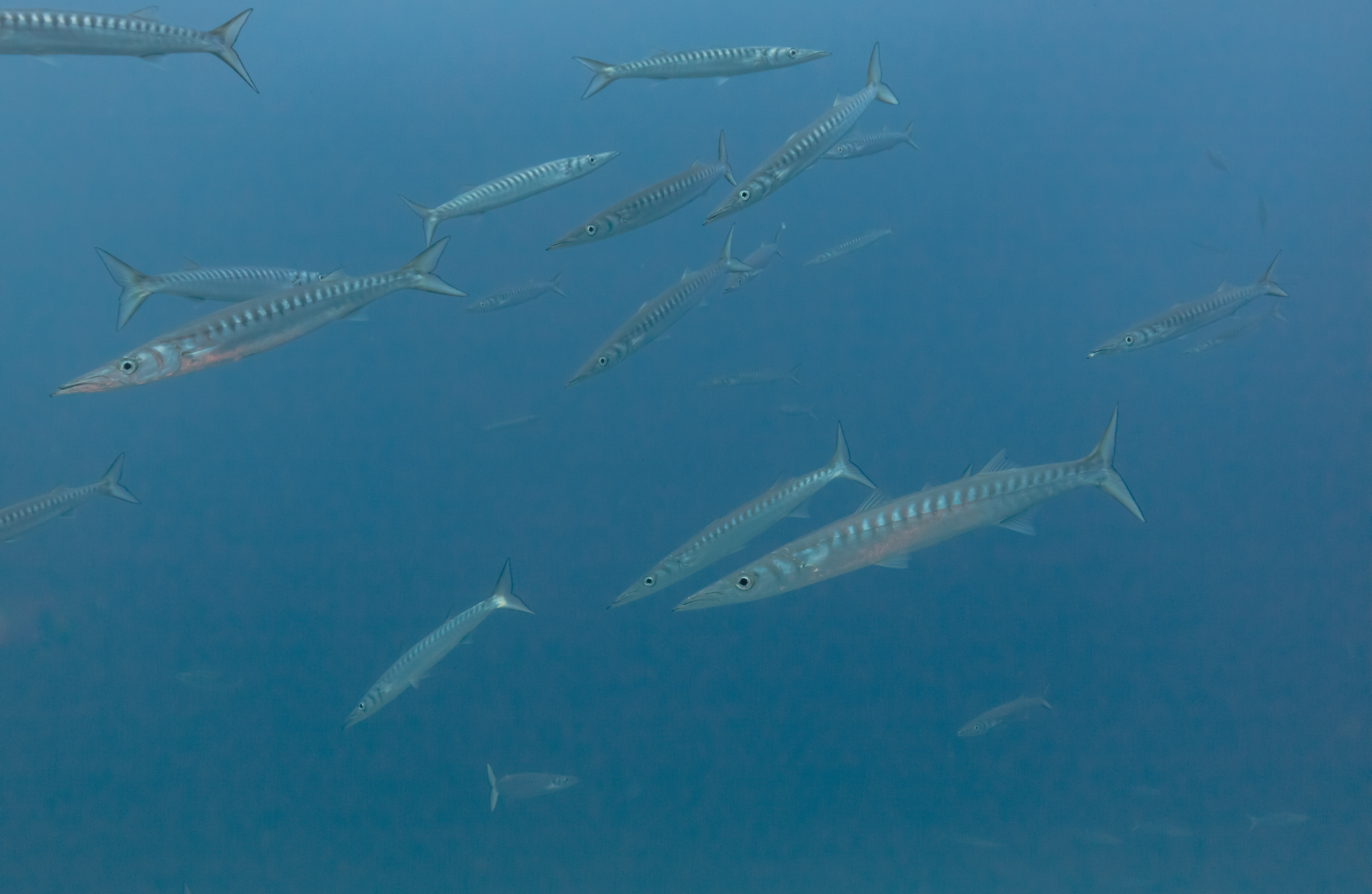
Grupo de bicudas.

Sphyraena viridensis es un pez de la familia de los esfirénidos en el orden de los perciformes. En las Islas Canarias se conoce a esta especie como bicuda. Suele encontrarse en pequeños grupos o grandes bancos de 100 o más individuos. Conocida también como barracuda mediterránea.

## Morfología
Pueden alcanzar los 128 cm de largo total. Cuerpo fusiforme muy brillante.

## Distribución geográfica
Se encuentran en las costas centrales del Atlántico oriental (Cabo Verde, Canarias y las islas Azores) y del Mediterráneo (Líbano, Mar de Alborán, Mar Ligur, Mar Balear, Mar Tirreno, Costa catalana).